# دهستان توتکی
دهستان توتکی نام دهستانی در بخش مرکزی شهرستان سیاهکل، استان گیلان در ایران است. براساس سرشماری مرکز آمار ایران در سال ۱۳۸۵، جمعیت آن ۴۷۰۷ نفر (۱۲۵۶ خانوار) بوده‌است.